# Copa menstrual
La copa menstrual, también llamada copa vaginal, es un recipiente que se inserta en la vagina para recolectar la menstruación. El disco menstrual o copa cervical es una variante con un diseño de forma similar a un diafragma. Dentro del cuerpo, la copa genera un sello de vacío para evitar filtraciones y a diferencia de otros métodos internos de gestión menstrual como tampones y esponjas, no absorbe los fluidos, sino que estos se depositan dentro hasta el momento de extraerla y desecharlos. Es un producto reutilizable y se fabrica en látex, silicona grado médico o elastómero termoplástico (TPE). Los discos tienen versiones reutilizables o descartables, estas últimas de poliuretano. Para garantizar un correcto uso el usuario debe de higienizarse las manos al introducirla y retirarla, no dejarla colocada más de doce horas continuas y desinfectarla al principio y final del ciclo menstrual.
Las primeras patentes de recolectores internos de menstruación datan desde 1867 y los primeros ejemplos de comercialización de copas menstruales se dieron en la década de 1930, en Estados Unidos. En el mercado pudieron encontrarse de manera intermitente durante el siglo XX hasta la década de 1980, con el surgimiento y establecimiento de la marca The Keeper. Las copas menstruales pueden adquirirse en más de 99 países, aunque su tasa de uso en la población sigue siendo baja.
Sobre la salud se la considera un producto seguro y aceptable para la higiene menstrual en países de altos, medios y bajos ingresos. Pueden presentarse con su uso síntomas como dolor, irritación del canal vaginal y lesiones leves. No se ha probado una correlación con aumento de enfermedades o patologías específicas como síndrome de shock tóxico o endometriosis, pudiendo observarse beneficios como menor tasa de candidiasis y vaginosis bacteriana. Al ser reutilizable tiene un menor impacto ambiental que productos de higiene descartables. A nivel económico representa un ahorro para el usuario ya que tiene una vida útil de hasta diez años, no obstante su costo inicial puede ser una barrera para ciertos sectores socioeconómicos. Existen nociones culturales que dificultan o evitan el acceso de este producto de uso interno en lugares que mantienen un tabú sobre la virginidad y sexualidad femenina, o donde la educación sexual, gestión menstrual o infraestructura de saneamiento son deficientes.

## Historia

### SigloXIX

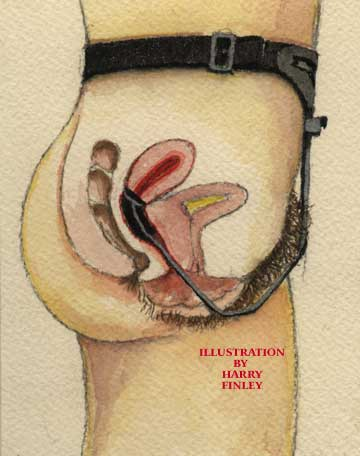
Primera patente conocida del «saco catamenial», creada por S. L. Hockert y autorizada en 1867, Estados Unidos.

El primer antecedente conocido de un dispositivo afín a una copa menstrual es el «saco catamenial», patentado en 1867 en Chicago, Estados Unidos, por S. L. Hockert. El invento consistía en cinco estructuras unidas de uso interno y externo. Dentro de la vagina se colocaba una especie de bolsa o saco blando de goma; un anillo, fabricado también en goma, caucho, oro, plata u otros materiales que Hockert consideraba adecuados, rodeaba el cuello uterino y sujetaba el saco. A este último se le unía un alambre que recorría el canal vaginal hasta salir al exterior, se curvaba hacia arriba y terminaba en una almohadilla que la persona usaba en la parte baja del abdomen. Todo el dispositivo se sostenía al cuerpo mediante un cinturón atado justo sobre la cadera. La bolsa podía ser suficientemente larga como para salir al exterior por el orificio vaginal, y dentro de ella se colocaban esponjas para absorber el flujo menstrual. La patente estipulaba que el alambre podía ser de plata u «otro material adecuado» y su largo era regulable mediante un tornillo; la almohadilla que lo sostenía era de plata, goma o materiales similares.
Durante el siglo XIX se continuaron registrando patentes de recolectores internos. En 1876 George E. Johnston, también de Chicago, inventó una copa unida a un saco exterior donde se acumulaba la menstruación. Su distintivo era el sistema de dos recámaras dentro del adminículo: una para acumular el aire, que permitiría que la copa se expandiese dentro del cuerpo, y otra para recibir la menstruación al ponerse en contacto con el cérvix. Debajo de la copa se desprendían dos conductos, uno sin salida para el aire y otro para redirigir los fluidos hacia un saco externo. La «paciente» debía de atar este saco a una extremidad o donde lo juzgara cómodo. En 1884 surgió una patente de Hiram G. Farr que describía una copa de metal, con sistema de recámaras y unida a un único apéndice hueco de material blando que llevaría el flujo hacia una bolsa exterior. Un anuncio de este modelo apareció en la revista estadounidense American Druggist con el nombre de «soporte de útero». En 1892 Julius J. Wernier registró un recolector menstrual que podía regular su largo mediante tubos telescópicos. Esto permitía que la mujer pueda adaptar el producto a su talle de profundidad vaginal. La copa y los tubos a los que estaba unida eran flexibles, y llevaban el líquido a un receptáculo fabricado en goma o tela impermeabilizada. Una vez lleno, podía desencastrarse y vaciar el contenido. Tres años más tarde Philip W. Dautrich licenció un saco tubular de doble entrada que, una vez introducido en el canal vaginal, sostenía el cérvix con su extremo en forma de anillo grueso. Este salía al exterior y, para evitar que se derramara el flujo menstrual, poseía una pinza en su otro extremo que la usuaria podía abrir para evacuar el contenido. El aparato estaba anexado a un sistema de cinturones que recorrían la cadera y la entrepierna, y su saco podía posicionarse hacia adelante, atrás o a los costados. En 1898 Seth Beach propuso un dispositivo con forma de globo con un cuello alargado y cónico, y un anillo en su extremo que rodeaba a la entrada del útero. En el interior había hendiduras que creaban recámaras destinadas a acumular los fluidos.

### SigloXX
Durante las primeras décadas del siglo XX la mayoría de los diseños abandonaron el uso de cinturones o soportes externos, y se limitaron a innovar en la estructura de uso interno. En 1903 Lee H. Mallaleiu describió una copa con un anillo corrugado, un cuerpo flexible en forma de túnel y un sistema de válvula con una esfera para evitar derrames. En 1907 se patentó una versión nueva y perfeccionada de un pesario con un cabo firme como recolector menstrual. Creado por Louise Nelson, ella lo describió como un tubo con una capa externa de goma resistente y una interna de goma blanda en cuyo interior debía coserse una esponja para recolectar la sangre. John Jorgenson propuso en 1917 un modelo de recolector catamenial hecho de metal, con forma de cilindro hueco y un extremo hemisférico cerrado. Un año después Lester E. Norquist patentó un aparato catamenial con forma de copa alargada, con aberturas laterales y que terminaba en un apéndice en forma de anillo plano. El autor también recomendaba el uso de un material absorbente dentro del aparato, preferentemente una esponja. En 1928 Emil Spardel inscribió una copa capaz de plegarse sobre sí misma unida a una bolsa exterior mediante un cabo tubular. Lester J. Goddard registró en 1932 un «receptáculo vaginal»; a diferencia de sus antecesores, el diseño no traía orificios, estaba fabricado en una sola pieza de caucho sintético blando de buena calidad, y Goddard estipuló que no debería de entrar en contacto con el cérvix. Ese mismo año Charles F. Emery, Jr. autorizó un modelo de aparato sanitario con una boquilla, un cuerpo en forma de bolsa que recolectaba el flujo y con una terminación de pinza doblada para evitar fugas.
La patente de Arthur F. Hagedorn de 1935 se basó en el modelo de Goddard e incluía un patrón sobre la cara externa para facilitar el agarre a las paredes vaginales, así como cambios en el diseño del aro a fin de mejorar la distribución de la presión de aire en el canal vaginal. Ese año, se registró un modelo de copa con cabo en forma de botón a nombre de John Robert Manegold.

#### Primeros modelos comerciales
Durante la década de 1930 comenzó la producción de las primeras marcas comerciales de copas menstruales. Los primeros antecedentes son la Daintette Cup, fabricada por The Dainty Maid Inc. en Middlefield, Connecticut, y la Foldene Cup, creada por Foldene Inc. en Cleveland, Ohio. Ambas tenían un molde muy similar pero variaban en color y tamaño. En 1937 la inventora y actriz estadounidense Leona Chalmers patentó un modelo que, a diferencia de sus predecesores, estaba fabricado en caucho vulcanizado y presentaba pequeñas aberturas debajo de su aro para la liberación de presión. Lanzó su producto, cuya marca era Tass-ette, pero durante la Segunda Guerra Mundial la carencia de caucho como materia prima perjudicó la producción de la copa. La barrera cultural sobre la sexualidad femenina impedía al público incorporar métodos internos de gestión menstrual como copas o tampones –patentados y lanzados en esta década–, y también existía la preocupación de sectores de la medicina sobre la seguridad de estos dispositivos y la posibilidad de que «rompan el himen, estimulen sexualmente (a la mujer) y fomenten la promiscuidad». En 1950 Chalmers documentó su segundo modelo con cambios en la composición del material, ahora con caucho blando, lo que permitía una mayor flexibilidad a la hora del plegado, pero con aditivos para que la copa adoptara su forma original una vez introducida. Otro punto característico era el patrón de líneas entrecruzadas y en forma de espiral sobre el aro y cuerpo de la copa, un recurso para garantizar una mejor succión. Otro modelo patentado por entonces fue el de Adele Gordon en 1952, una «trampa catamenial» compuesta de una copa de boca amplia y cónica, destinada a rodear el cérvix y todo el tramo superior del canal vaginal, para canalizar el flujo menstrual a una bolsa.
En esta época Chalmers trabajó con el empresario Robert Oreck, quien fundó la compañía Tassette Inc. para comercializar su modelo de copa con el nombre de Tassette. La promoción del producto destacaba la sensación de «frescura» que brindaba y su forma «bonita». Para la estrategia de mercadotecnia se desplegaron anuncios en prensa, la primera publicidad radial de un producto menstrual en los Esstados Unidos, que contó además con la recomendación de una médica, y se alquiló un espacio en Times Square, convirtiéndose así en el primer anuncio de este lugar dedicado a un artículo de este tipo. Si bien la copa logró ingresar al mercado, el público mostró cierta resistencia a la idea de lavar y reutilizar un dispositivo genital y se decantó por el uso del tampón descartable. La revista especializada Obstetrics & Gynecology publicó una serie de notas entre 1959 y 1963, evaluando el modelo de Chalmers, y llegó a la conclusión de que «la copa ha demostrado ser segura, higiénica y cómoda», y a menudo destacó los beneficios que ofrecía y la mayor seguridad frente a otros productos como tampones y toallas sanitarias. En 1962 realizó un estudio con 150 usuarias de copa menstrual que incluyó exámenes pélvicos, uroanálisis y hemograma, con resultados favorables. La desaconsejó, sin embargo, en personas con útero retroverso o en anteflexo, con prolapso uterino o que presenten una distancia corta de canal vaginal, y también recomendó evaluar el uso por parte de personas vírgenes. La revista también indicó en una ocasión el sanitizado sumergiéndola en una solución débil de agua con cloro. A finales de 1963 Tasette Inc presentó dificultades económicas y retiró su copa reutilizable del mercado.
En 1961 Warren E. Adams patentó un dispositivo catamenial con forma de saco fabricado en termoplástico flexible. El modelo era descartable y además incluía un aplicador en forma de tubo para facilitar su inserción. Un año después lo hizo Maurice E. Bakunin con un recipiente con forma de tubo, doble recámara interna y un sistema de inflado. Entre los años 1960 y 1970 un nuevo panorama social relacionado con la revolución sexual y a la aparición de anticonceptivos hormonales forjó nuevos hábitos de consumo en la gestión menstrual, sobre todo entre mujeres jóvenes que preferían el uso de tampones por sobre las toallas sanitarias. En 1964 apareció un diseño similar a un disco menstrual patentado por James J. Nolan, quien lo describió como «tampón vaginal con membrana» que se manipulaba de la misma manera que un diafragma. Entre 1965 y 1971 Barbara M. Waldron patentó dos diseños de copas basándose en el de Chalmers, con la adición de cuatro nervaduras radiales para mejorar el agarre; el primero era descartable y sumaba un aplicador, y el segundo era reutilizable. En 1974 se patentó un modelo capaz de ser utilizado durante todo el periodo ininterrumpidamente gracias a su sistema de válvula. En 1969 Oreck refundó su empresa con el nombre de Tassaway Inc y lanzó a la venta la copa Tassaway. A diferencia de su predecesora, este modelo era descartable, lo que le permitía por un lado tener una mejor llegada frente a un público reticente a reutilizar un dispositivo menstrual, además de un mayor influjo de ventas, al ser constantemente reemplazadas por el usuario. La nueva estrategia comercial incluyó la aparición en las revistas Cosmopolitan, Ms.Ebony y McCall’s, y la inversión en anuncios en la televisión estadounidense, convirtiéndose así en uno de los primeros productos de higiene menstrual en llegar a la pantalla en este país. Tassaway Inc firmó un acuerdo de distribución en las cadenas de supermercados y farmacias Walgreen’s, Caldor, Sav-on, y Giant, y tuvo un desembarco en Europa. Sin embargo, nuevamente el producto probó no ser rentable ya que los consumidores no estaban habituados a la inserción y retiro de la copa del cuerpo, que difería notablemente de los tampones. Asimismo, Oreck afirmó no tener la experiencia necesaria en materia de productos de higiene menstrual para lograr posicionarla frente sus competidores. A pesar de la inversión de más de un millón de dólares, la compañía solo tenía activos por un valor de 225 000 dólares y un juez confirmó que el empresario había incumplido leyes de seguridad y fraude. Hasta su cierre a principios de 1973, la marca había vendido cuarenta millones de copas al público estadounidense.

#### Establecimiento en el mercado

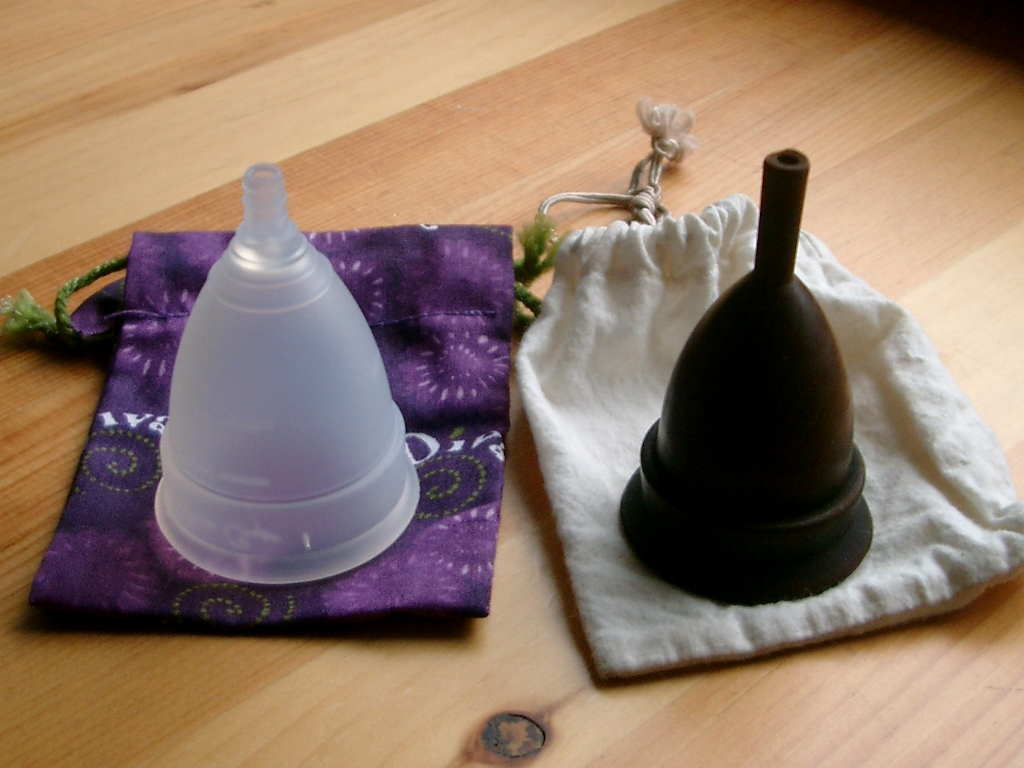
The Keeper (derecha), fabricada en látex, presente en el mercado desde 1987. A la izquierda modelo Diva Cup, de silicona transparente. Las bolsas de tela son para guardarlas entre usos.

En la década de 1970 cayó la venta de tampones en Estados Unidos debido al registro de casos de síndrome de shock tóxico asociados a su uso. Esto propició la conformación de un sector de consumidores que buscaban soluciones alternativas, entre ellas la copa menstrual. Otros factores que entraron en juego fueron la difusión de ideas sobre ecología y espiritualidad asociadas a la menstruación. En 1987 Lou Crawford comenzó a fabricar la copa de látex The Keeper, en Cincinnati, Estados Unidos; el modelo sigue en venta hasta la actualidad. La presentación original incluía dos talles, el primero para mujeres nulíparas y el segundo, más grande, para las que hayan experimentado partos vaginales. La Administración de Medicamentos y Alimentos (FDA) requirió que se establezca una advertencia sobre posible alergia al látex. En 1989 la empresa australiana Chattan Australia Pty Ltd desarrolló Gynaeseal, un recolector menstrual descartable de látex con aplicador y contenedor de plástico; llamado «tampón diafragma» su diseño era similar a un disco menstrual y estaba orientado a las personas que practicaban planificación familiar natural permitiendo la penetración durante la menstruación. El primer disco menstrual descartable con presencia en el mercado es Softcup, fabricado por Ultrafem Inc. en termoplástico no absorbente y lanzado por primera vez en 1996 en Estados Unidos.
El cambio del contexto social y el surgimiento de las redes sociales como espacios donde debatir temas anteriormente considerados tabú propiciaron la incorporación paulatina de este método de higiene. Otros factores que entraron en juego fueron la aparición de movimientos como el body positivity, nuevos conceptos como justicia ambiental y la demanda del público consumidor de ingredientes y productos más «naturales». En 2002 se lanzó la primera marca de copa menstrual reutilizable de silicona grado médico hipoalergénica, Mooncup, con base en Reino Unido. Este material es una alternativa con menor tasa de alergia que el látex. Desde los años 2010 existen alrededor de 200 marcas en 99 países.

## Producto

### Diseño
Es un producto de gestión menstrual que se coloca en el canal vaginal, debajo del cuello uterino, para recolectar la menstruación. Los dos modelos más habituales son aquellos con forma de campana o copa y los discos menstruales, de molde similar a un diafragma. Las copas son reutilizables y los discos tienen versiones tanto reusables como descartables. Los materiales de la fabricación varían desde el látex (modelo The Keeper), silicona hipoalergénica y elastómero termoplástico (TPE). Algunos discos menstruales descartables utilizan un tipo de termoplástico no absorbente, poliuretano, polipropileno o polímero de Kraton, y son libres de BPA, ftalatos, látex y silicona. El termoplástico es flexible a temperatura ambiente, y se emblandece una vez dentro con el calor corporal, brindándole la facultad de adoptar la forma de la anatomía de la usuaria. Las dimensiones promedio de una copa son de 6 cm de largo y 4,2 cm de diámetro en su parte más ancha, con una capacidad de almacenamiento de entre 10 y 38 cc, pudiéndose encontrar casos de hasta 66 cc. Su vida útil puede alcanzar los diez años de uso.
 

Las presentaciones del producto tienen diferentes formas, diseños y tamaños. Para elegir el modelo adecuado se debe tomar en cuenta factores relacionados al cuerpo como la edad, si hubo partos vaginales, la fortaleza de los músculos del suelo pélvico, la longitud del canal vaginal hasta el cérvix y el volumen promedio de flujo menstrual. Con base en esto se debe elegir una copa según su longitud, firmeza y capacidad. La selección la puede hacer el usuario en conjunto con un médico. Los talles dependerán del fabricante, como regla general los pequeños son para mujeres de hasta treinta años sin partos vaginales y los grandes para mayores de esta edad, con partos o con flujo menstrual abundante, aunque los parámetros son relativos pudiéndose encontrar talles específicos para adolescentes y para canales vaginales cortos o largos. La flexibilidad del dispositivo afectará su capacidad de desplegarse en el interior del cuerpo, siendo las copas más firmes preferibles para personas con suelos pélvicos desarrollados, atletas o que realicen asiduamente ejercicios de Kegel. Las copas menstruales mayoritariamente tienen forma de campana y pueden encontrarse con moldes asimétricos, con forma de bulbo, con válvula para el drenaje, con sistema antiderrames y plegables. Otras variables observadas son diferentes colores, texturas y diseños característicos de apéndice; sobre estos últimos en algunos modelos el usuario puede recortarlos para adecuarlos a su canal vaginal.

### Utilización

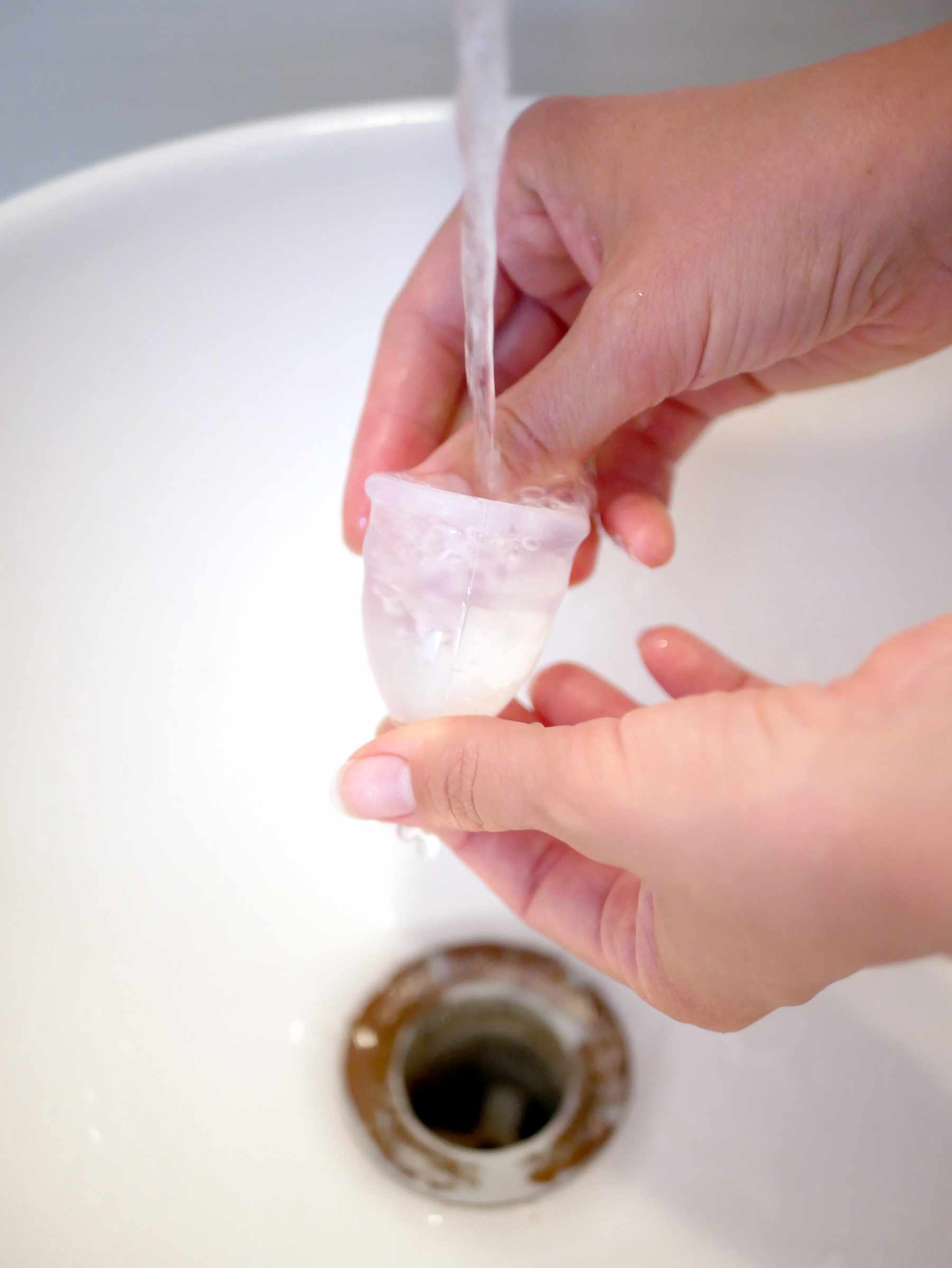
La copa menstrual debe enjuagarse con agua potable cada vez que se retira del cuerpo, con previa higiene de manos.

Para colocarla la usuaria deberá primero higienizar sus manos. Al tomar el producto, debe plegarlo sobre sí mismo e introducirlo en el canal vaginal, primero por el pico, de manera similar a un tampón sin aplicador. Se puede facilitar la inserción mojándolo con agua o utilizando un lubricante a base de agua. Una vez dentro debería quedar a unos centímetros del cérvix, y la usuaria puede girarlo sobre su eje para que se despliegue por completo y se cree el sello de vacío que impedirá las filtraciones. En el caso de un disco menstrual, las instrucciones son similares, solo que debe posicionarse pasando el hueso púbico hasta el fórnix, en un ángulo vertical. Una vez colocada adecuadamente no se debe sentir. Para retirar las copa, nuevamente el usuario debe de lavarse las manos y con el dedo pulgar y anular tomar a la copa desde la base –no desde el cabo– y apretar para liberar la succión, acto seguido se saca y el contenido se descarga en el inodoro o lavatorio. Los discos se extraen enganchando un dedo en el borde inferior y arrastrando hacia afuera.

No deben utilizarse los músculos del suelo pélvico para pujar excesivamente y hacer descender la copa por el canal vaginal debido al riesgo de prolapso; en su lugar se debe tomarla con los dedos y primero liberar la presión. Para reutilizarse se limpia con agua potable y algunas fuentes suman también jabón. Si se retira en un baño público sin acceso a un grifo se puede higienizar con una botella de agua o papel higiénico. Como factor de seguridad, el uso continuo de una copa menstrual no debe superar las doce horas. Preventivamente se la puede introducir en el momento próximo a iniciar la menstruación para evitar así las filtraciones del primer día. La posición más conveniente para colocarla depende de la usuaria, pudiendo hacerse de cuclillas, parada o con una pierna levantada. 

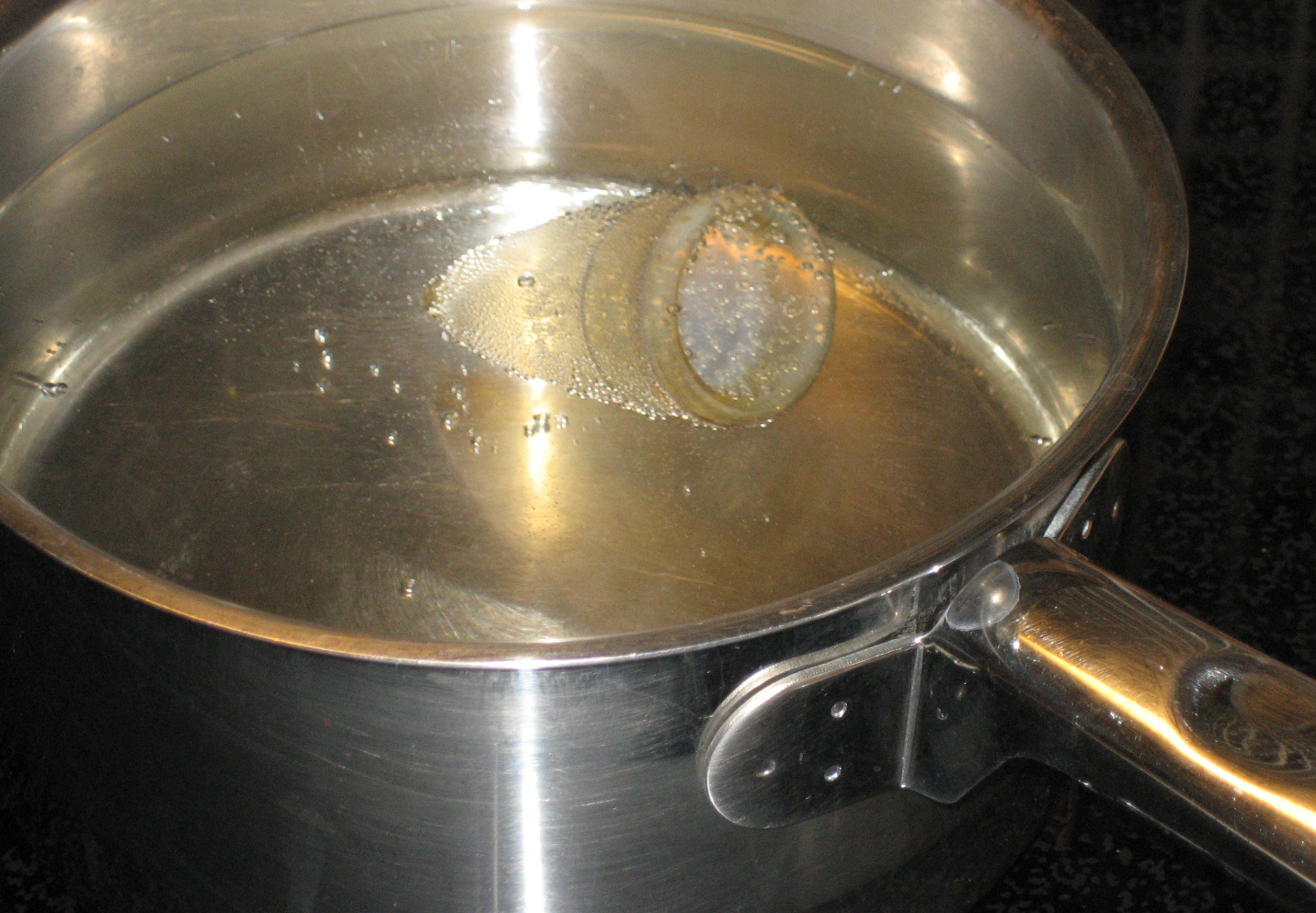
Sanitizado por hervor.

La desinfección del adminículo puede hacerse al principio y al finalizar el sangrado. El proceso dependerá del material y las instrucciones del fabricante. El método habitual es por ebullición, hervir la copa entre tres y diez minutos en agua potable. El sanitizado tiene por objetivo la disminución de la carga de microorganismos, sobre todo bacterias y hongos, como así también la desactivación de cualquier virus presente en la superficie. Otros métodos incluyen el uso de pastillas sanitizantes en agua fría y esterilizadores eléctricos con tecnología de rayos UV y ozono. La lejía o el agua oxigenada no deben utilizarse porque pueden corroer el material, y se debe evitar guardar la copa en lugares herméticos, siendo preferible en una bolsa exclusiva de algodón o tela respirable y no exponerla al sol, humedad o temperaturas extremas. Para higienizarla tampoco se deben utilizar jabones con fragancias, geles antibacterianos o alcohol por la posibilidad de que irriten la vagina. En el caso de la copa adquiera una coloración rojiza o amarillenta por la acumulación del hierro de la sangre, se puede desteñir remojándola en una solución rebajada de agua oxigenada por ocho horas o utilizar un esterilizador eléctrico, aunque esto puede afectar también la pigmentación original en el caso de que sea coloreada.

### Cómo maximizar la durabilidad de la copa menstrual
- Un cuidado adecuado es fundamental para prolongar la vida útil de la copa.
- No limpiar la copa con lejía, vinagre, alcohol u otros desinfectantes fuertes, ya que pueden dañar el material. [68]
- Esterilizar la copa al finalizar el periodo para que esté lista para el siguiente ciclo [69]
- Evitar la exposición prolongada a la luz solar directa o temperaturas extremas. [70]
- Guardar en bolsa transpirable [71]
- Aunque una copa de buena calidad puede durar varios años, generalmente entre 5 y 10 años, dependiendo del uso y cuidado, es importante reemplazarla si hay signos de deterioro. [72]

### Condiciones de uso
Las copas menstruales tienen una curva de aprendizaje y se deben seguir instrucciones específicas para retirarlas saludablemente del cuerpo. Se estima que se necesita un promedio de tres a seis ciclos menstruales para que el usuario se habitúe a las mismas. Su inserción no debería de causar dolor, pero existe la posibilidad de experimentar molestias o incomodidades. Sobre las filtraciones tiene el mismo porcentaje de fugas que otros métodos de gestión menstrual, con al menos dos estudios señalando una reducción en las mismas. Los factores que pueden incidir en este problema son la necesidad de un talle mayor, menorragia, alteraciones del útero, una mala colocación del artículo o un desborde de la capacidad. 

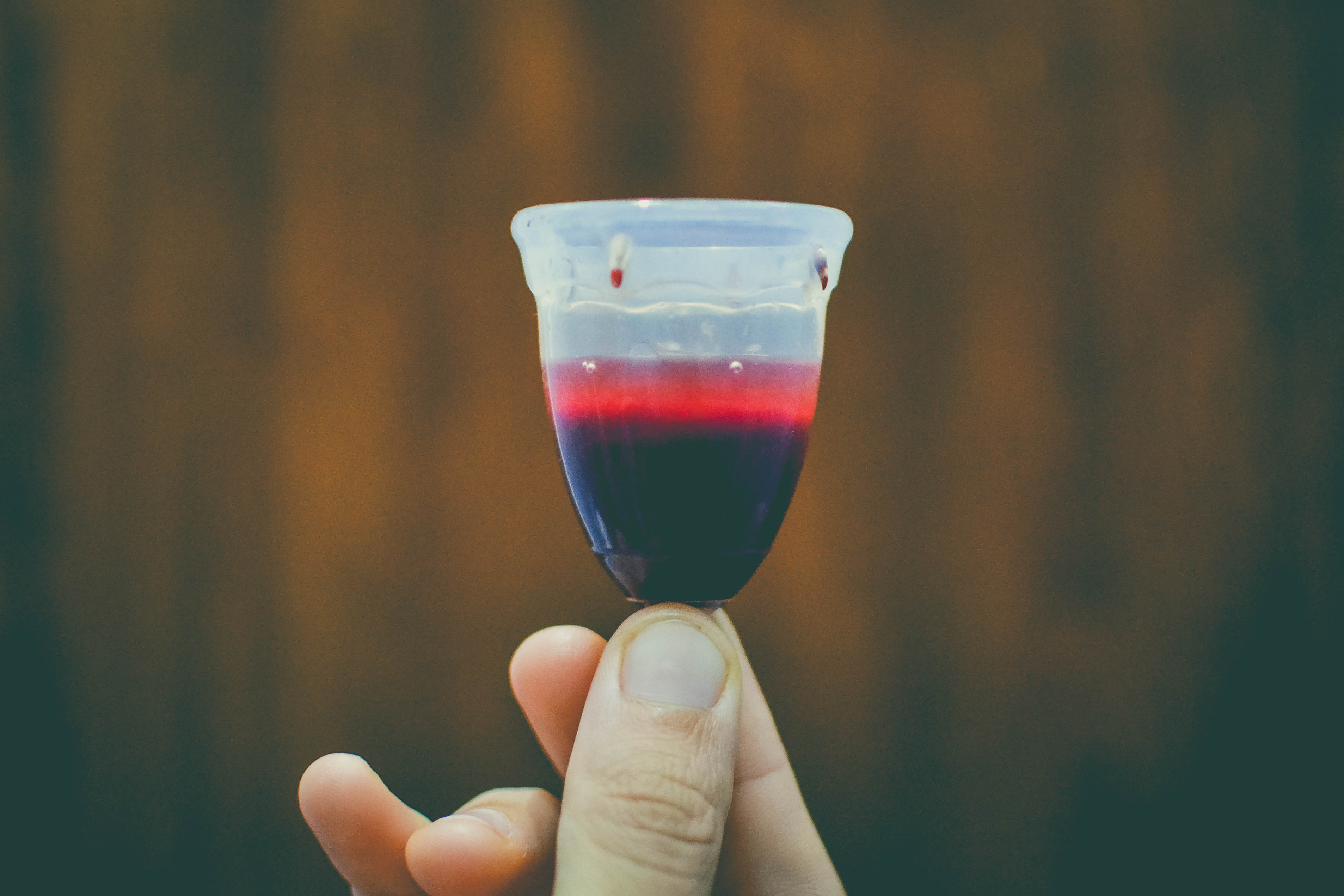
Copa menstrual en uso. Se observa una separación del plasma (arriba) del resto de los componentes y tejidos de la menstruación.

Se trata de productos de uso personal y no deben compartirse. Pueden utilizarse mientras se realiza ejercicio y actividades físicas de alta movilidad, como así también durante la noche. Su uso es seguro también para la natación, ya que el recolector no absorberá el agua que pueda ingresar a la vagina. A su vez, pueden cambiarse en un baño público; si se utiliza un inodoro ecológico seco con separación de la orina, la menstruación puede verterse dentro si la usuaria toma la precaución de luego limpiar con agua y un cepillo los restos de sangre visibles.
Dependiendo de la anatomía de cada persona, tanto copas como tampones pueden estirar el himen; no pueden, sin embargo, afectar la virginidad de una usuaria dado que esto último es una construcción social asociada al primer coito, y no a métodos de gestión menstrual. La pérdida de la virginidad no es un estado fisiológico.
Debido a que para colocarlas deben de manipularse los genitales, algunas fuentes estiman que el producto puede ser dificultoso para aquellas mujeres que no hayan experimentado penetración vaginal o conozcan su anatomía. No se aconseja el uso de copas menstruales en caso de prolapso uterino, o si la distancia del canal vaginal es menor a cinco centímetros. Tampoco pueden ser utilizadas por personas que hayan padecido mutilación genital femenina con sutura de infibulación. Algunas patologías como el vaginismo, mioma uterino, endometriosis o variaciones de la posición uterina pueden afectar el uso del producto. En estos casos se puede recurrir a una consulta con un ginecólogo.
Ciertos modelos de discos menstruales son compatibles con penetración vaginal. Las copas no protegen de infecciones de transmisión sexual y tampoco cumplen ninguna función anticonceptiva, pero pueden utilizarse en conjunto con métodos de contracepción como anillo vaginal y DIU.  Pueden funcionar para la recolección de menstruación para estudios in vitro y con otros propósitos clínicos, como el manejo de la fístula vesicovaginal y enterovaginal. Sobre utilizarlas para controlar el sangrado posparto o post aborto, se debe consultar con un profesional de la salud y la recomendación habitual es evitar introducirlas.
El producto requiere de cierta manipulación sin tener un contacto visual directo. Utilizarlas puede resultar trabajoso para individuos que presenten alguna discapacidad motriz o condiciones debilitantes. Existen alternativas en el mercado pensadas para estos casos, particularmente copas con un cabo flexible que rompe el vacío automáticamente cuando se extrae del cuerpo, un sistema más similar al de un tampón. Robyn Steward en su libro The Autism Friendly Guide to Periods, reveló tras una encuesta a cien personas con autismo que estas prefieren gestionar el periodo utilizando copas, ropa interior menstrual o toallas sanitarias de tela, especialmente experimentando hipersensibilidad sensorial. La copa menstrual puede no ser una alternativa para personas que no deseen tener contacto directo con su sangre menstrual, ya sea por preferencias personales o por una aversión derivada de trauma psicológico por experiencias de aborto espontáneo o abuso sexual.

## Seguridad

### Estándar, regulación y certificación

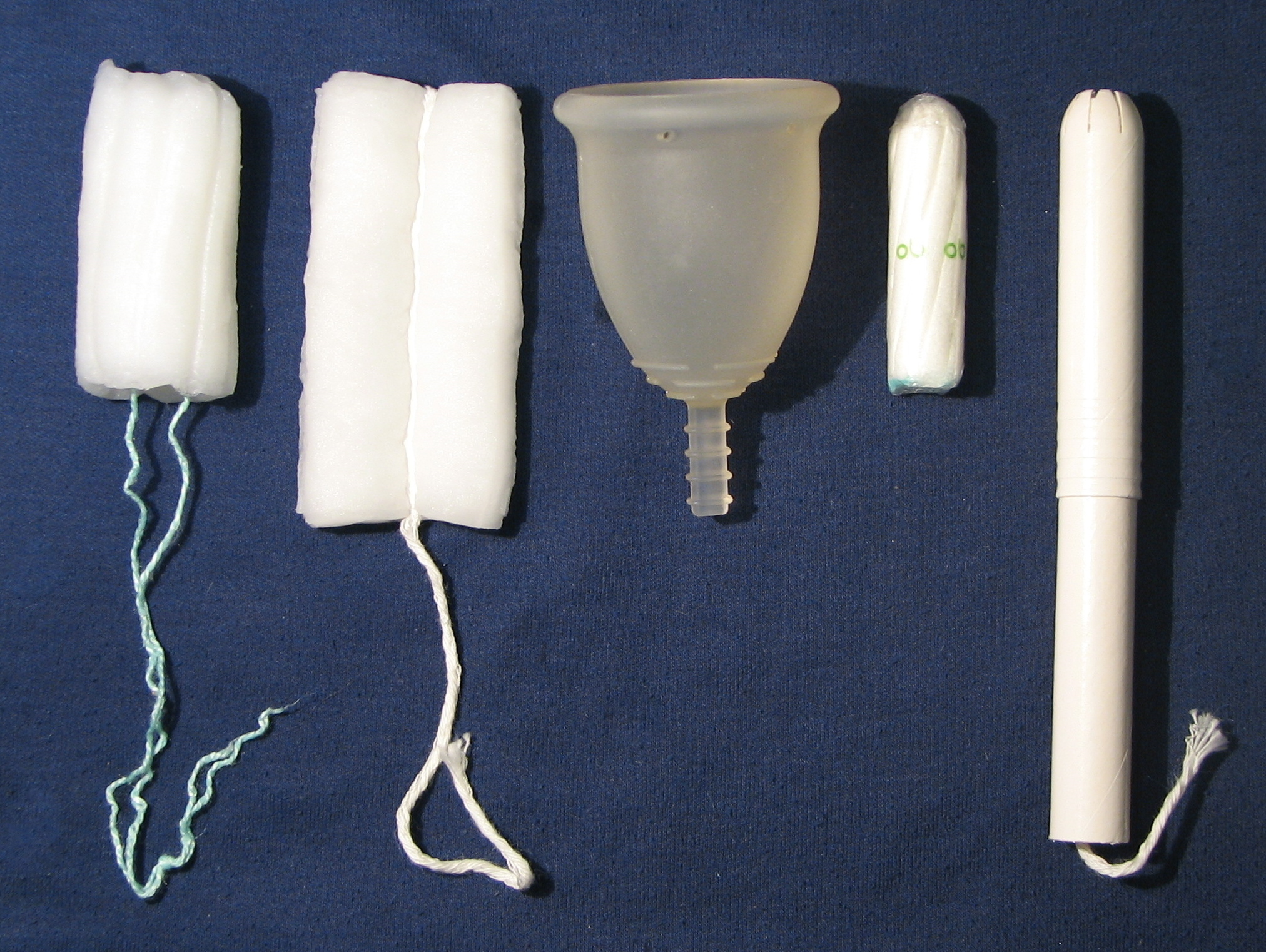
Copa menstrual (centro) comparada con tampones con y sin aplicador.

No existe un estándar internacional para la fabricación de copas menstruales ni testeos específicos de calidad. Pese a ello, hay un cierto consenso en la industria sobre utilizar materiales de buena calidad como silicona grado médico. Las copas de baja calidad podrían no generar el sello de vacío necesario para que funcionen y usarlas es contraproducente. Se ha advertido sobre su fabricación irregular, copias a menudo descritas como «falsificaciones», por la posibilidad de que sus materiales no sean hipoalergénicos, causen irritación o desbalanceen el pH vaginal. Un lineamiento habitual sobre los dispositivos de silicona es que sean biocompatibles y libres de agentes nocivos como látex, plástico, PVC, acrílico, acrilato, BPA, ftalato, elastómero y polietileno. Los estándares aplicables de la Organización Internacional de Normalización (ISO) incluyen ISO 10993-5 (citotoxicidad), ISO 10993-10 (irritación intracutánea), ISO 10993-11 (toxicidad sistémica aguda); ISO 13485, ISO 14024 de etiquetado ambiental. Algunas empresas y organizaciones que han evaluado copas menstruales son el Instituto Federal de Evaluación de Riesgos(BfR) en Alemania, Farmacopea de Estados Unidos, Société Générale de Surveillance (SGS) en Suiza y certificaciones TÜV (Alemania). La Organización Mundial de la Propiedad Intelectual las categoriza como dispositivos clase diez, junto a otros utilizados para menstruación, partos y anticoncepción.
La legislación varía por país o región y los organismos reguladores nacionales pueden catalogarlas como productos de uso médico, terapéutico, higiene o producto de consumo de acuerdo a sus criterios. Países como India no cuentan con regulación a pesar de ser fabricantes. La Administración de Medicamentos y Alimentos (FDA) en Estados Unidos cataloga a las copas menstruales como dispositivos médicos clase II especiales «510(k)», a la par de tampones o toallas sanitarias; por excepción no requiere a los fabricantes un preaviso con requerimientos especiales para la venta siempre y cuando demuestren que la tecnología es similar a otros modelos ya en venta en el territorio. Tampoco realiza ensayos o pruebas específicas. Health Canada también las lista como dispositivos clase II.
El Departamento de Salud de Australia considera, desde el 2018, que la copa es un producto de uso terapéutico de excepción junto a los tampones, por lo que no es necesario un registro extraordinario. Por otra parte, obliga a los fabricantes a colocar una advertencia sobre la posibilidad, aunque muy infrecuente, de síndrome de shock tóxico (SST). La Agencia Nacional de Vigilancia Sanitaria (Anvisa) de Brasil las enlista desde ese año como productos de higiene personal, y deben ser de material atóxico, libre de fragancias y de inhibidores de olores, con instrucciones sobre el vaciado y una advertencia de SST. En Europa se engloban en los productos de higiene, cualquier registro como marcado CE o etiqueta ecológica es voluntario, y cuentan con el aval de la Agencia Ejecutiva de Consumidores, Salud, Agricultura y Alimentación, que garantiza que la copa de silicona es segura hasta por un plazo de diez años. La Administración Nacional de Medicamentos, Alimentos y Tecnología Médica (ANMAT) en Argentina no las encuadra dentro de su definición de producto médico por lo que no considera pertinente su intervención, pero si estipuló que la silicona es un material seguro hasta por cinco años.
En Taiwán se encarga la Administración de Promoción de la Salud, que las enlista como dispositivos médicos clase II. En 2015 apareció la primera copa menstrual de fabricación nacional, Formoonsa Cup, financiada colectivamente mediante internet. A raíz de este hecho, el país cambió su regulación tras la petición de usuarios de habilitar el comercio de productos médicos insertables (anteriormente prohibidos), pasando a distribuirse tanto en línea como en tiendas físicas. En 2016, la Comisión Federal para la Protección contra Riesgos Sanitarios (Cofepris) emitió una alerta en México sobre el uso de copas menstruales. El ente las catalogó como productos médico clase II, por lo que prohibió su distribución y comercialización en territorio mexicano ante la falta de estudios propios sobre su seguridad. La marca Diva cup, canadiense, consiguió el primer registro en 2017 y se convirtió en la primera opción regulada. La alerta enfrentó críticas y ese mismo año en el Senado se presentó una propuesta para la flexibilización del comercio de copas, dada la presencia de normas internacionales (ISO) y controles de calidad en otros países; se pidió también un informe completo de riesgos a Cofepris. En agosto de 2020 un dictamen de la Comisión de Equidad de Género de la Cámara de Diputados valoró que la restricción a la venta de copas menstruales es «un intento por causar miedo y desprestigio hacia un producto que atenta contra el uso indiscriminado y constante de desechables».

### Estudios

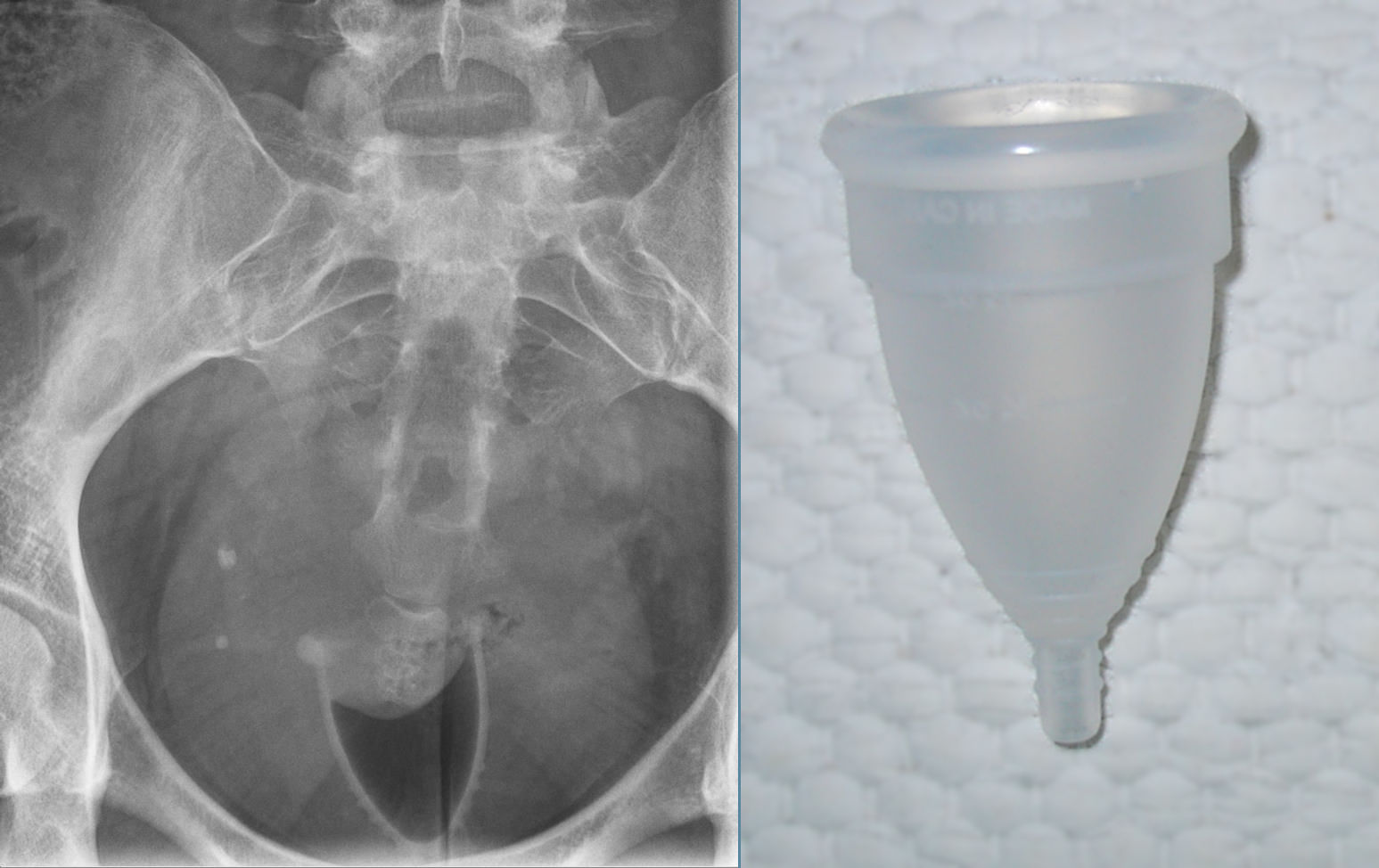
Copa menstrual visible en una radiografía.

La revista médica The Lancet  publicó en 2019 una revisión de bibliografía de cuarenta y tres estudios de la copa menstrual –con un total de 3319 participantes de Europa, Estados Unidos y África– y no encontró una relación directa entre el uso de esta y el desarrollo de enfermedades. Los resultados sugieren que no existe un aumento del riesgo de infecciones o alteraciones del canal vaginal y cérvix utilizando copa. El estudio concluye que su uso es seguro para habitantes de países con altos, medios y bajos ingresos, y aceptable como opción en zonas donde las instalaciones sanitarias y de agua sean deficientes. Un ensayo comparativo de 2020 publicado en la Revista Colombiana de Obstetricia y Ginecología cruzó datos de treinta y ocho artículos y concluyó «La copa menstrual es una alternativa cómoda, segura y eficiente para la higiene menstrual, comparada con las toallas higiénicas y los tampones»; otro estudio de contraste de cinco métodos de gestión menstrual confirmó que la copa tiene la menor cantidad de efectos nocivos sobre la salud. También se encontró que usarla disminuye la presencia de olores indeseados y sensación de humedad.
En 2011 una experiencia de evaluación preclínica, clínica y de realimentación con usuarias de disco menstrual descartable concluyó que «el dispositivo vaginal unitalla no representa riesgos significativos para la salud y es aceptable para muchas mujeres sin la necesidad de pruebas u otro servicio médico». El mismo estudio plantea la posibilidad de ampliar a futuro los usos de los discos no únicamente para gestión menstrual, sino también como vehículos para administrar medicación en la vagina, como método de protección contra enfermedades en conjunto con geles microbicidas, como retenedores de semen para aumentar las posibilidad de concepción o por el contrario, como anticonceptivo.
The Lancet advierte que el porcentaje de candidiasis y vaginosis bacteriana en usuarias de copa es similar o menor al de los demás métodos de gestión menstrual. Se cree que el sello de vacío que crea el adminículo cuando se despliega dentro del cuerpo genera un ambiente anaeróbico, limitando el oxígeno y previniendo el desarrollo de bacterias. Como el tracto vaginal posee una lubricación y microbiota natural, una capacidad de absorción excesiva de productos como tampones puede alterar estos niveles y promover la aparición de infecciones vaginales crónicas, alteraciones del flujo, olor, picazón, pequeñas abrasiones y úlceras, como así también causar irritación por desprendimiento de pequeñas fibras en el interior de la vagina. En contraposición la copa no perturbó la calidad de la microbiota vaginal. Ya que se limita a recolectar el flujo sin absorberlo, no debería interferir con los niveles de humedad o pH estables de la mucosa, pero se mencionan casos excepcionales de irritación, alergia, lesiones vaginales, dolor y complicaciones de las vías urinarias. Colocar productos intravaginalmente puede llevar a irritar la uretra. En casos aislados es posible el desarrollo de hidronefrosis, con tres casos reportados en el estudio de The Lancet (0,27 %), todos vinculados con una mala posición de una copa en el canal vaginal.
Sobre la posibilidad de expulsión o movimiento accidental del DIU por el uso combinado con un recolector menstrual, la recomendación a modo de prevención es que la usuaria se asegure de romper el sello de vacío antes de retirarla del cuerpo. Los resultados de estudios son mixtos, con uno indicando que tanto copas y tampones no aumentan el riesgo de expulsión del anticonceptivo, y otro registrando una mayor tasa de extracción accidental de DIU de cobre en usuarias de copa. En este último, no se ofrece información sobre el tipo de recolector utilizado en la comparativa, la marca del anticonceptivo o el largo promedio de sus hilos, los cuales las usuarias recortaron tras advertir el problema o cambiaron por completo de método de protección. También se ha sopesado la posibilidad de prolapso de los órganos pélvicos por una mala extracción de la copa sin romper el sello de vacío, o por pujar utilizando la fuerza de los músculos del suelo pélvico para hacerla descender por el canal vaginal.
No existe evidencia que pruebe una correlación entre el uso de copa menstrual y la enfermedad pélvica inflamatoria (EPI) o endometriosis. Se mencionan casos aislados de aparición de síndrome de shock tóxico (SST); en algunos pacientes se encontraron otros factores plausibles de incidir en este cuadro, como el uso DIU o antecedentes de enfermedades autoinmunes. El riesgo de padecer esta infección utilizando copa menstrual es bajo y no hay un porcentaje asociado exclusivamente a su uso; en el caso de los tampones de alta absorbencia es de 6 a 12 casos cada 100 000, y la cifra combinada de productos internos de silicona o látex y anticonceptivos femeninos de barrera arrojó 2,25 casos cada 100 000 anual. La Revista Colombiana de Obstetricia y Ginecología reconoce que es posible la aparición de efectos adversos con el uso pero la mayoría son locales, como irritación y dolor, y no sistemáticos como el síndrome de shock tóxico. Un estudio in vitro del 2018 detectó niveles de staphylococcus aureus y la toxina TSST–1 en tres de las cuatro copas muestreadas. Aseguró que no son más seguras que un tampón y requieren medidas similares de prevención. Esta conclusión recibió críticas al interpretarse que los resultados con esta metodología «no siempre pueden extrapolarse a la práctica clínica». En Estados Unidos se registró un caso de endometriosis y adenomiosis en una paciente con ligadura de trompas y usuaria de copa menstrual, no obstante la FDA (autoridad regulatoria del país) no juzgó posible la hipótesis del uso del adminículo como causante. A raíz de esto, un estudio de 2003 publicado en Gynecologic and Obstetric Investigation sugirió que la copa, el capuchón cervical y el diafragma podrían ser factores de incidencia para la menstruación retrógrada e incrementar el riesgo de estas dos enfermedades, mas los resultados son inconcluyentes.

## Enfoque sociocultural

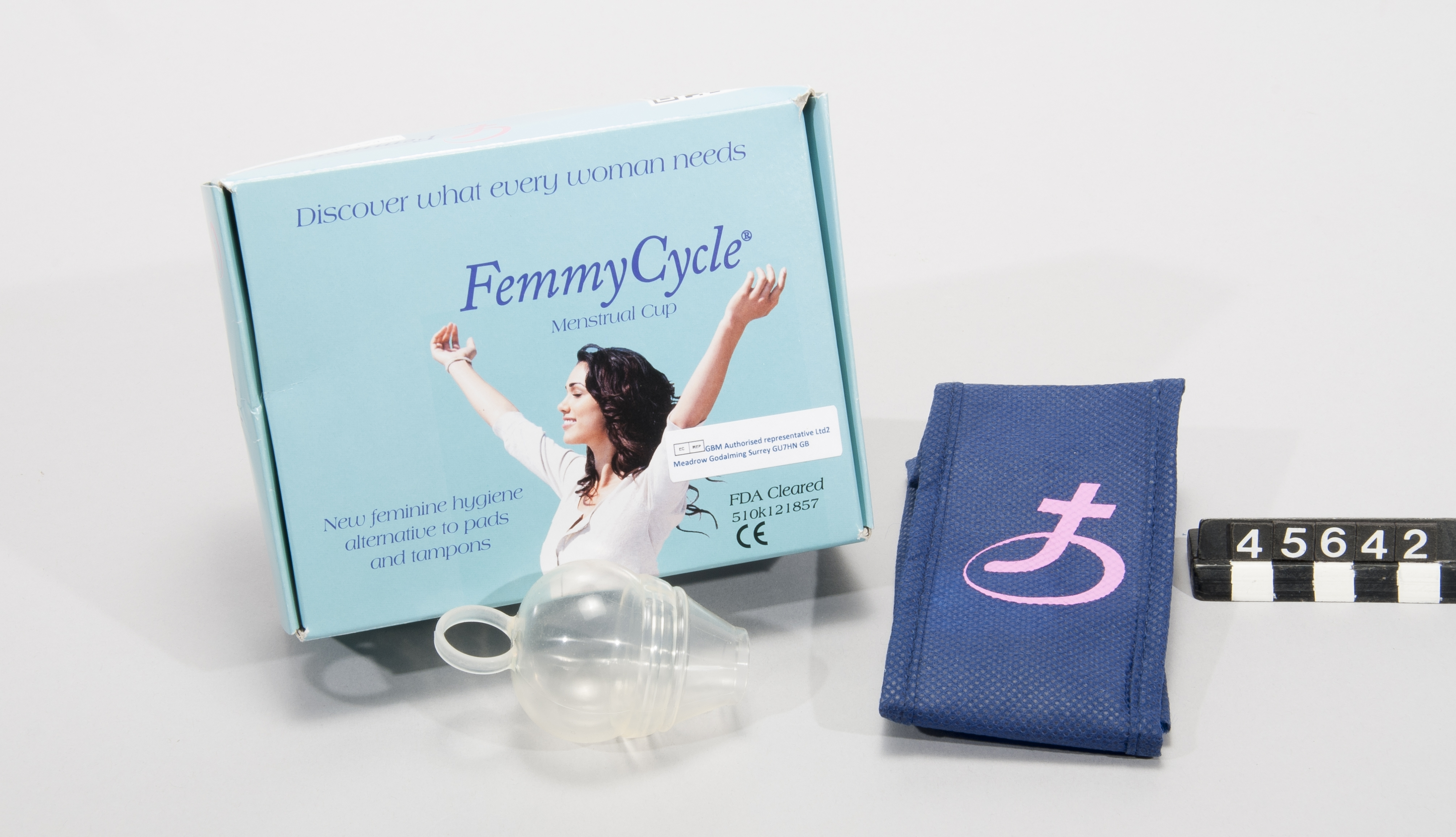
Una copa menstrual con borde replegable, junto con su empaque y caja contenedora, integra la colección del Museo de Ciencia y Tecnología de Suecia (2015).

### Mercado y demografía
La copa menstrual ha experimentado un aumento en la demanda pero no se encuentra instalada como una opción recurrente para los consumidores en muchos países, existiendo un porcentaje que no la conoce o integra entre sus opciones. En 2019 solo el 30% de los sitios web que ofrecían información sobre pubertad y menarquia la nombraban. El índice de uso en Estados Unidos es del 10%. Las copas menstruales pueden adquirirse en comercio en línea, en tiendas especializadas y en cadenas de supermercados y farmacias. Una de las marcas líder en ventas y comúnmente asociada al producto es la canadiense Diva Cup. Empresas fabricantes de otros insumos menstruales también comercializan su versión de la copa como Tampax. Desde la economía los valores de una copa varían entre 0,72 US$ a 47 US$, con un promedio en el mercado de 23 a 30 US$. El producto significa un ahorro en el presupuesto personal ya que solo requiere una inversión inicial, pero son la mejor opción costo–beneficio a largo plazo. En un período de diez años, una copa representa entre el 5% y el 7% del gasto de toallas o tampones en el mismo lapso. Complementariamente, existe un ahorro en la compra de jabón para el lavado de la ropa y en el tiempo que antes se le dedicaba a esta tarea doméstica. El costo de inversión, sin embargo, puede ser elevado para algunos individuos y no es una alternativa realista para muchos sectores socioeconómicos, existiendo países donde esta tecnología aún no se conoce o difunde.
A partir del 2008 comenzó a registrarse un aumento en la cantidad de búsquedas en Google relacionadas con la copa menstrual, y es en 2012 que comienza a ser significativo, particularmente en países como Argentina, Suecia, España, Chile y México; en estos últimos tres, se posicionó en el 2018 como el método de gestión menstrual más buscado por delante de tampones y toallas. En un plazo de cinco años, desde 2013 a 2018, el término copa menstrual ascendió de la posición 21 a 83 en el índice de tendencias búsqueda de Google, la mayoría provinieron de Australia. Una de las razones de este aumento en popularidad se cree es a raíz del interés de las consumidoras por productos que tengan un menor impacto ambiental.

### Contexto cultural y aceptabilidad

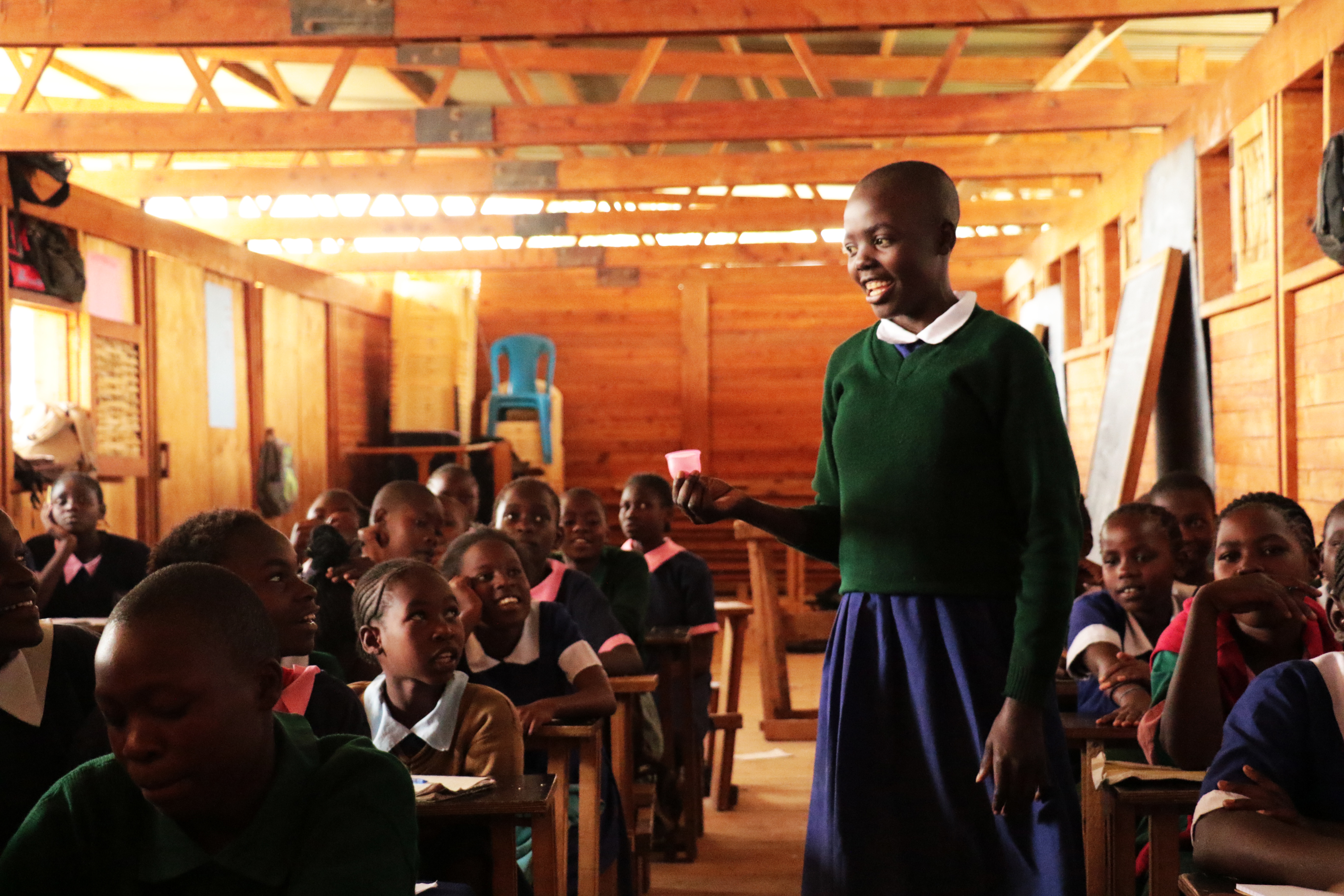
Niña enseñando una copa menstrual en un salón de clases en Kenia, en 2016. Hace falta acompañamiento y educación para una mayor aceptabilidad de este método de gestión menstrual.

La revisión de bibliografía de la Revista Colombiana de Obstetricia y Ginecología arrojó como resultado que la aceptabilidad varía entre el 35% y el 90%, y el 10% al 45% de los casos la encontraron difícil de usar, mientras que el estudio comparativo de The Lancet reportó que el 70% de los participantes manifestaron que continuarán utilizando la copa menstrual. Pruebas en Europa y Estados Unidos encontraron que la copa es una opción segura sin riesgos de infección asociados. En países con medios y bajos ingresos, análisis preliminares observaron una aceptabilidad por parte de mujeres y niñas; quedan por evaluar factores de riesgo en entornos empobrecidos que puedan incidir en su uso, como vectores de pestes o climas extremos. El nivel de medicalización de la gestión menstrual también puede incidir en la tasa de aceptabilidad de la copa. En el ensayo de Shih-Ting Wang sobre la situación del dispositivo en Taiwán, la autora afirmó que su introducción en el país significó un desafío al statu quo y a la postura tradicional del médico como figura de autoridad frente a la paciente.
Para garantizar la adopción de la copa a largo plazo, análisis coinciden en la importancia de la asesoría por parte del personal médico y del acompañamiento a los nuevos usuarios. Dado que posee una curva de aprendizaje, las primerizas pueden experimentar dudas o molestias colocándola por primera vez, pero con el paso de los ciclos menstruales existe un aumento en el nivel de satisfacción de las usuarias. Kath Clements, co fundadora de Mooncup, señaló en una entrevista que «para que alguien se anime a utilizar las copas menstruales, es necesario que otra mujer se lo recomiende». En 2012 se estudió en Nepal la posible influencia del grupo de pares como factor que contribuye a la aceptabilidad, y se encontró que tiene un efecto positivo en el aprendizaje de su uso pero no impacta directamente en el deseo individual de usarla.
La barrera cultural sobre conceptos de virginidad y sexualidad ha dificultado el acceso y aceptabilidad de este dispositivo en ciertos contextos, ya que son temas de inflexión para algunas usuarias por sus creencias personales, religiosas o culturales. Existen ejemplos de países del sur de Asia donde este dispositivo se considera «inapropiado» o «inaceptable» por la asociación de la inserción de la copa con la penetración. El uso de copa vaginal no está muy difundido en culturas donde sea un requerimiento la virginidad de las novias antes del matrimonio por temores de que este artículo «rompa» el himen o que usarlas haga que las «niñas pierdan su virginidad». Esto se traduce a una reducción de posibles usuarias, ya que la copa puede ser percibida como únicamente apta para mujeres casadas. En un estudio de caso en Kenia se observó una reticencia al producto por parte de las mujeres por sus creencias de que modifique o ensanche la vagina, que lleve a «comportamientos sexuales inapropiados» o por miedo a perder la virginidad. Otro en las zonas rurales de Nepal encontró que las beneficiarias, niñas en edad escolar, tuvieron un alto nivel de aceptabilidad del método, mas no así sus familiares, que expresaron temores sobre la «pérdida de fertilidad y virginidad». Para la Unicef, asociar el rompimiento del himen con perder la virginidad constituye un mito que debe ser abordado con educación y discusiones en torno a percepciones personales. Esto, de acuerdo con la agencia, garantizaría un mayor porcentaje de aceptabilidad de la copa menstrual y también de los tampones. Sobre cuestiones relacionadas con la manipulación de los genitales, estudios en Nepal, Zimbabue y Kenia denotaron la preocupación de una porción de los participantes y sus familias sobre la introducción, manejo y retiro de la copa menstrual. Se encontraron preconceptos como la posibilidad de que el dispositivo no pueda ingresar, se quede atascado en el canal vaginal, se pierda o se dañe adentro, o pueda amenazar la fertilidad de la usuaria.
Existen entornos culturales que perciben de manera negativa la exposición pública de la menstruación, y dicha valoración se extiende también a los insumos de higiene. Este tabú es una barrera para las usuarias a la hora de elegir un método de gestión menstrual. La copa presentó una ventaja de mayor comodidad y discreción frente a toallas sanitarias de tela, que deben ser lavadas, secadas y almacenadas a menudo en lugares comunes del hogar. Por otro lado, esta convivencia puede desalentar el uso del propio adminículo en usuarias que carezcan de espacios privados para cambio, higiene y sanitizado final. Un caso de estudio en la India puntuó negativamente a la copa por la percepción social de la sangre menstrual en conjunto con la deficiencia del servicio de agua en los hogares.
Respecto al uso en lugares y regiones con problemáticas de acceso a agua potable, no existe un consenso generalizado. Se estima que no es un método adecuado para quienes no tengan acceso a un baño en condiciones sanitarias, ya sean personas que viven en refugios temporales o que mantienen trabajos poco convencionales. Secundó esta opinión el estudio comparativo de The Lancet, que desalentó el uso de la copa en usuarias que no pueden desinfectarla adecuadamente y estipuló que el saneamiento deficiente es una barrera para utilizar correctamente el producto. Mencionó, sin embargo, que puede utilizarse una botella con agua para la limpieza si se cambia en un baño sin este servicio. Otro estudio comparativo de la Revista Colombiana de Obstetricia y Ginecología contrapuso que en países de ingresos bajos o medios la deficiencia en saneamiento, instalaciones o educación no fueron obstáculos para el uso de este método, y tampoco incidieron en las reacciones adversas. La copa menstrual se ha introducido en poblaciones de refugiados y, a nivel estructural, se reduce el gasto de agua para la higiene, recurso escaso en ciertos asentamientos. En lugares con una baja tasa de educación en gestión menstrual se encuentran preconceptos erróneos como que la copa es un método anticonceptivo o puede «dañar el himen», lo que hace que los familiares disuadan o prohíban su uso a las usuarias.

### Impacto social

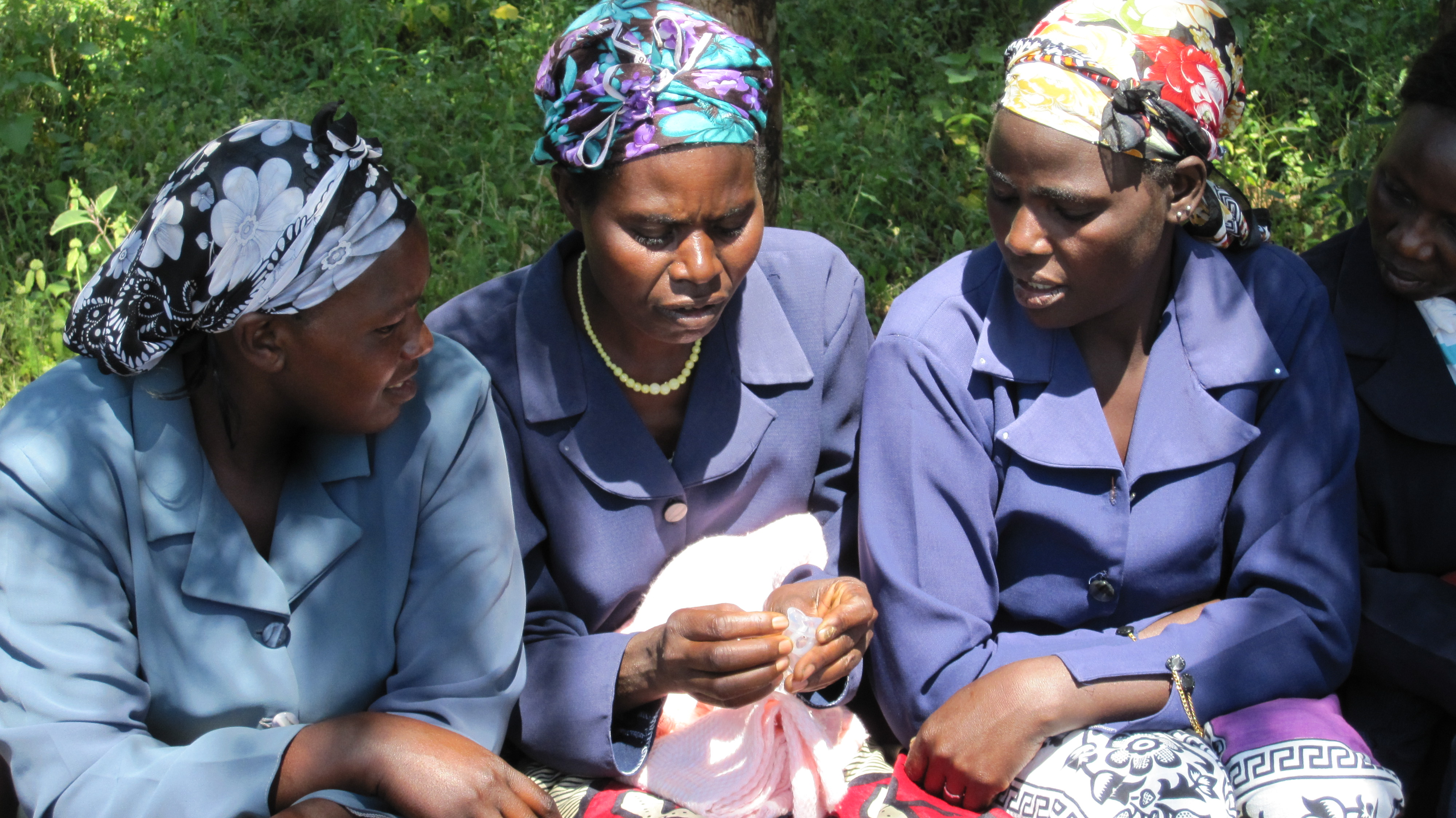
Mujeres de Meru, Kenia, examinando una copa menstrual.

Las copas menstruales se han utilizado en políticas públicas sobre salud reproductiva y sexual, como herramientas para la lucha contra el ausentismo escolar, particularmente en lugares en desarrollo, como así también son artículos de interés para organizaciones sociales dedicadas a la promoción de salud y bienestar menstrual. Asimismo, podrían cumplir un rol en la mejora de la calidad de la educación en las comunidades empobrecidas. Las filtraciones accidentales del sangrado menstrual son una preocupación de algunas usuarias, especialmente niñas en edad escolar, que afirmaron sentirse «victimizadas» y «estigmatizadas» por pares cuando esto ocurría. Socialmente se percibe la exposición pública de estas manchas como algo «vergonzoso». La copa menstrual brindó una mayor seguridad al evitar fugas, y sus usuarias reportaron más tranquilidad al no tener que continuar modificando ciertos hábitos y conductas para evitar el manchado. A su vez, debido a que la copa menstrual reduce la presencia de olores, existe un aumento en la comodidad y confianza. Un proyecto de 2010 en Kenia del Instituto de Investigación de la Población y Salud Africana (APHRC) encontró que el miedo al manchado accidental era una fuente de preocupación entre las alumnas, que lograba que perdieran el foco de atención durante las clases e impedía a su vez que se involucraran en otras actividades escolares. El uso de la copa menstrual no mejoró los índices de asistencia al colegio, pero si contribuyó a mejorar los niveles de atención durante la clase, brindar seguridad al impedir filtraciones y aumentar la participación de las niñas en otras actividades. Por otro lado, dos estudios similares en Nepal y también en el país africano demostraron que las copas no redujeron las inasistencias dado que la mayoría de las ausencias de las estudiantes no fueron a causa de carecer de insumos de higiene, sino por los malestares propios de la menstruación. Tampoco se registraron mejorías en niveles de autoestima, salud ginecológica o calificaciones escolares con el uso de los adminículos, aunque si se percibió una gran aceptabilidad entre usuarias y un ahorro de tiempo de lavado de ropa.
La APHRC indicó que poseer una copa menstrual reduce las posibilidades de que niñas y mujeres de áreas vulnerables se inclinen por el sexo por intercambio para conseguir dinero para suministros de higiene menstrual, práctica que las expone a embarazos no deseados y e infecciones de transmisión sexual. En Kenia Occidental un programa para estudiantes adolescentes combinó la entrega de copas menstruales en conjunto con dinero  para reducir el abandono escolar con resultados favorables; se observó que su uso disminuyó la prevalencia de vaginosis bacteriana e infecciones de transmisión sexual, patologías que inciden a su vez en el virus de la inmunodeficiencia humana (VIH) y virus del herpes simple (VHS).
También se han utilizado como estrategia para evitar el ritual Chhaupadi en Nepal. La creencia indica que la mujer es «impura» durante la menstruación, por lo que se las aísla en pequeñas chozas durante los días del sangrado, situación que generó víctimas fatales por la precariedad de la estructura y la exposición a peligros como animales salvajes y clima extremo. Dado que la copa recolecta discretamente el flujo en el interior del cuerpo, la comunidad puede percibir a la mujer como «limpia» y se le permite continuar con las actividades normales. Al no generar residuos también provee a las usuarias de mayor privacidad a la hora de menstruar, evitando así ser descubiertas y obligadas a recluirse.
Las copas menstruales han sido de interés para ciertas corrientes del feminismo, especialmente de la rama espiritual, de las diferencias, posfeminismo y ecofeminismo. El uso de este método de higiene requiere que la usuaria conozca su anatomía y se ha señalado que adquirir más conocimiento es «una forma de empoderamiento». Asimismo, un estudio de consumidores de Taiwán encontró que el feminismo fue uno de los factores mencionados para elegir las copas sobre otros métodos de higiene, e incide a su vez en el proceso de «desmitificar que el uso de productos insertables resulta en la pérdida del himen». En el ciberactivismo, las representaciones gráficas de copas menstruales se han utilizado para promover mensajes ecologistas y eco feministas.

## Impacto ambiental

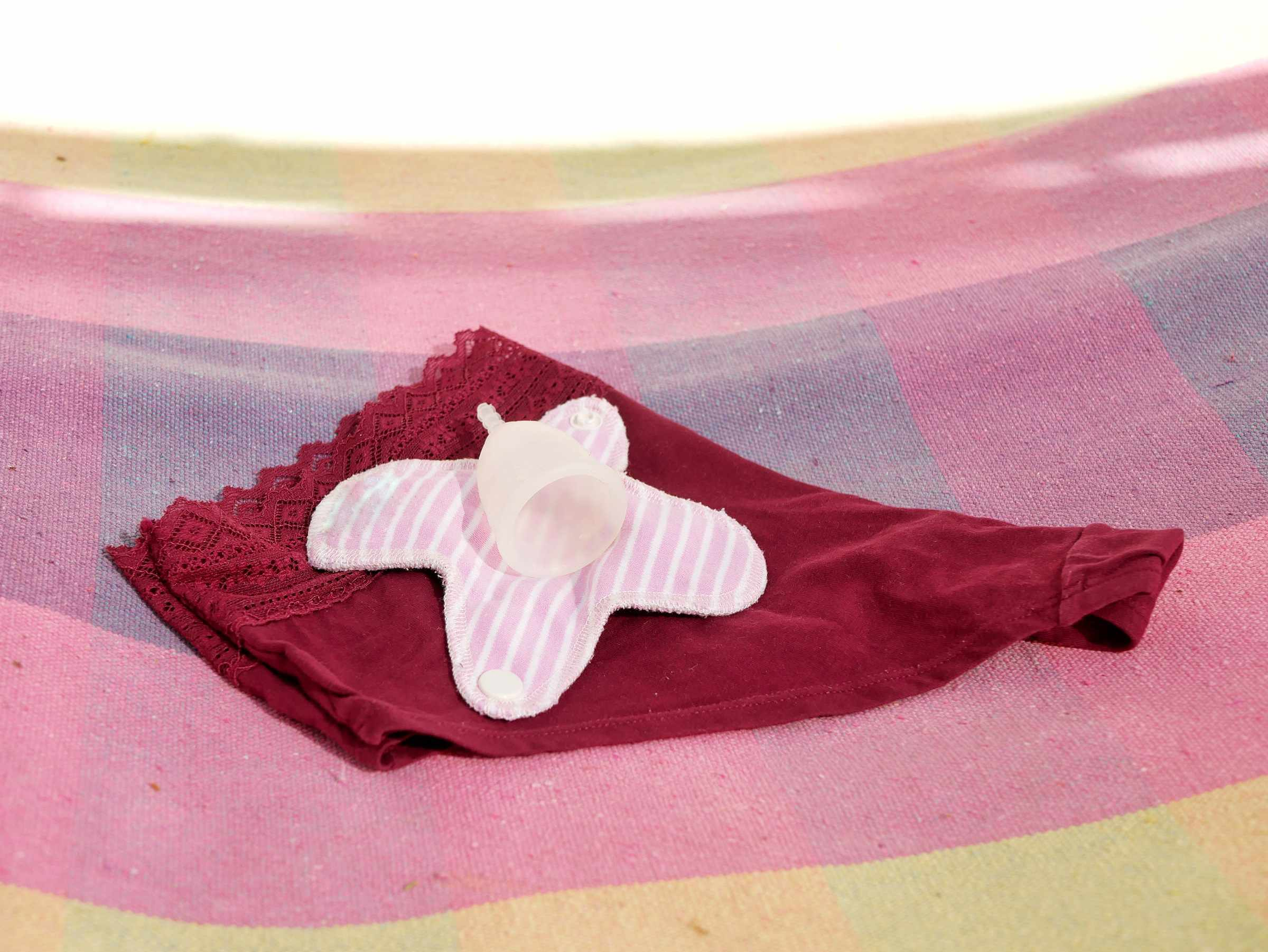
Copa menstrual (arriba) junto a otros métodos reutilizables de gestión menstrual: toallas sanitarias de tela (centro) y ropa interior absorbente (abajo).

El uso de la copa menstrual suele estar relacionado con una perspectiva ecologista. Penelope Phillips-Howard, autora líder del estudio comparativo publicado en The Lancet, sostiene que «las copas menstruales contribuirán a reducir la contaminación por deshechos plásticos (provenientes) del uso mensual de productos sanitarios descartables». Incluyendo producto y envase, el plástico representa el 6% del material de los tampones y alcanza el 90% en las toallas. Por comparación, si una copa es utilizada por diez años creará un 0,4% del plástico que generaría el uso de toallas en el mismo período, y un 6% del que provocarían los tampones. Se estima que una mujer puede utilizar un promedio de entre 12 500 a 17 000 unidades de productos desechables con un peso total de entre 63 y 200 kg, que tardará en degradarse entre 600 a 800 años y representan un volumen de basura de difícil reciclado o reutilización. Una copa es reutilizable hasta por una década, no genera residuos durante su uso y no contiene compuestos químicos como blanqueadores o dioxinas. Frente a esto, un sector de los consumidores ven en la copa menstrual una alternativa «ambientalmente sostenible» y considera su naturaleza reutilizable como una ventaja frente a otros productos. Otros métodos reutilizables de gestión menstrual incluyen las toallas sanitarias de tela, la ropa interior menstrual y tampones de esponja marina.  Sobre el fin de su vida útil, la biodegradabilidad del adminículo aún no se ha estudiado. Frente a un consumo de agua para la higiene requiere en promedio dos litros por ciclo, comparado con los quince necesarios para lavar las toallas de tela. A diferencia de toallas sanitarias y tampones, la fabricación de copas no incide sobre la tala de bosques.

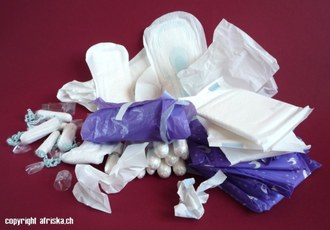
Al ser reutilizable, la copa menstrual no genera volumen de residuos inorgánicos durante su vida útil, a diferencia de otros métodos descartables como toallas sanitarias y tampones (en imagen).

Una iniciativa de basura cero en Escocia estimó que una mujer podría reducir anualmente su huella de carbono en 7kg CO2eq cambiando los tampones por la copa menstrual, ya que esta última tiene un impacto dieciséis veces menor que un descartable. Asimismo se la incluyó en proyectos de leyes de promoción de métodos de gestión menstrual respetuosos con el medio ambiente y con la salud.
Un análisis de comparación de cinco métodos de higiene determinó que el impacto ambiental de las copas menstruales es mucho menor al del resto de participantes. Los índices que se midieron son agotamiento abiótico, consumo de combustibles fósiles, potencial de calentamiento global por huella de carbono (CO₂ equivalente), acidificación y eutrofización. Al ser un producto reutilizable, a largo plazo sus indicadores negativos caen por debajo del resto de las opciones de higiene. El disco menstrual descartable ocupó la tercera posición por detrás de un tampón sin aplicador, salvo en la categoría de acidificación donde es el segundo método de menor impacto. La copa es el dispositivo que produce la menor cantidad de deshechos que terminan en rellenos sanitarios. En el caso de los discos descartables, el poliuretano que los conforma no es de fácil degradación. Otro estudio de comparación de cuatro insumos de higiene menstrual, orientado esta vez a evaluar el desempeño por regiones en India, Estados Unidos y Europa, concluyó que desde un punto de vista ambiental la copa menstrual es la opción favorable en los tres lugares. Se evaluaron las categorías de ecotoxicidad, incidencia en el agujero de ozono, impacto por transporte, por desecho del producto y de su envase.
Se ha registrado la práctica de usuarios de utilizar el flujo menstrual, recolectado en las copas, como fertilizante de plantas análogo a la harina de sangre (un producto comercial fabricado con restos de la industria cárnica). Por la presencia de nitrógeno, fósforo y potasio en la composición de la sangre tiene un potencial beneficioso para el suelo. Sin embargo, dado que la menstruación posee además restos de tejidos y secreciones vaginales, como así también variables de calcio, hierro y sodio según la persona, es difícil prever el impacto en jardinería y puede convertirse en un potencial riesgo biológico por las bacterias propias de la microbiota vaginal y la posibilidad de albergar virus como el del VIH y hepatitis B o C. Para evitar el aumento de la salinidad en el suelo, el procedimiento habitual es rebajar la menstruación en agua antes de aplicar.